# ساشا ألين
ساشا سيرا ألين (بالإنجليزية: Sasha Sierra Allen)‏ هي مغنية وممثلة أمريكية ولدت في يوم 4 يونيو 1982 في هارلم في نيويورك، إشتهرت بعد مشاركتها في برنامج ذا فويس من النسخة الأمريكية حيث وصلت إلى النصف النهائي.

## روابط خارجية
- ساشا ألين على موقع IMDb (الإنجليزية)
- ساشا ألين على موقع ميوزك برينز (الإنجليزية)
- ساشا ألين على موقع قاعدة بيانات برودواي على الإنترنت (الإنجليزية)
- ساشا ألين على موقع قاعدة بيانات الفيلم (الإنجليزية)